# Meppen-Neustadt
Neustadt ist ein Meppener Stadtteil im Nordosten des Stadtgebietes.

## Geographie

### Geographische Lage
Der Stadtteil Neustadt liegt am rechten Ems- und Haseufer. Am Ostrand der Neustadt befindet sich ein Badesee.

## Geschichte
Die Neustadt entstand aus der Ansiedlung von Arbeitern der Eisenbahn (die Eisenbahnlinie verläuft zwischen Neu- und Altstadt) und des Kruppschen Schießplatzes (heute Wehrtechnischen Dienststelle).

## Religion
In der Neustadt befinden sich die Gemeindezentren St. Paulus (römisch-katholisch) und die Gustav-Adolf-Kirchengemeinde (evangelisch-lutherisch).

## Kultur und Sehenswürdigkeiten

### Musik
In der Neustadt befindet sich im sogenannten „Bermuda-Dreieck“ der Rockpalast Meppen.

### Sport
Im Norden des Stadtteils liegt die Hänsch-Arena, die Heimstätte des Sportvereins SV Meppen an der Lathener Straße.

## Wirtschaft und Infrastruktur

### Verkehr
ÖPNV (öffentlicher Personennahverkehr)

Im Stundentakt verkehrt der Stadtbus. Außerdem ist der Bahnhof Meppen barrierefrei erreichbar.

## Bildergalerie

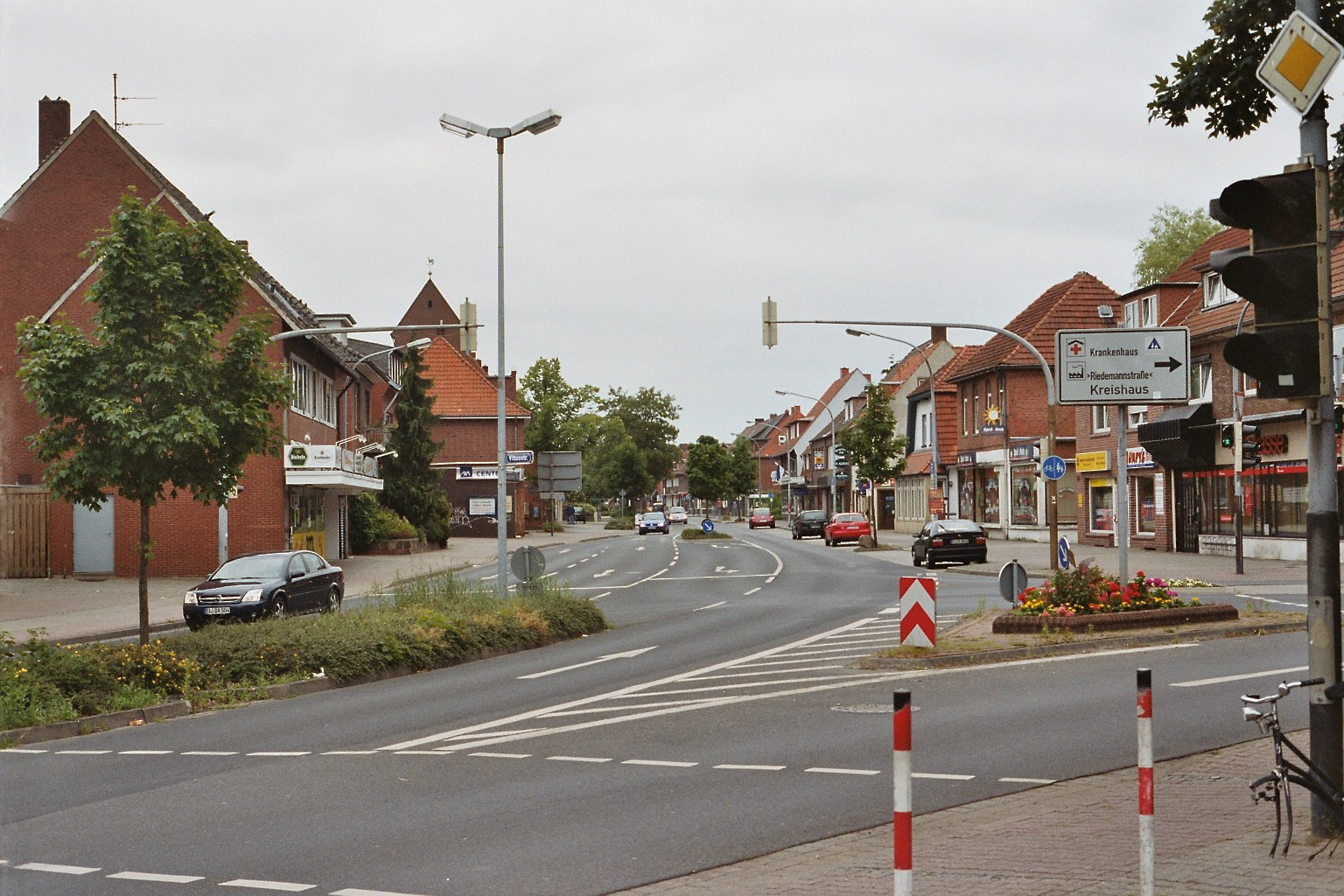
Haselünner Straße
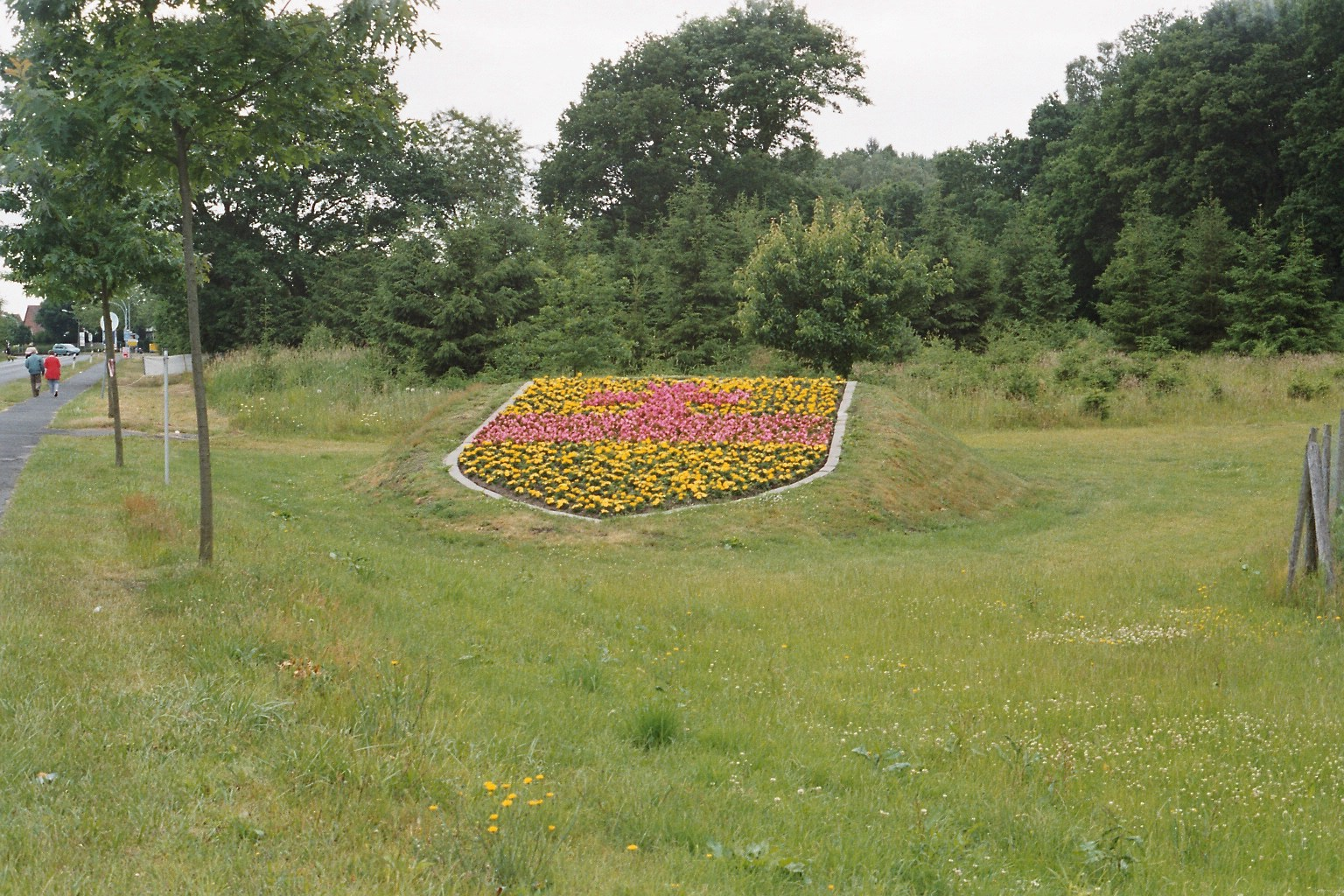
Blumenwappen